# Sportverein Babelsberg 1903
Lo Sportverein Babelsberg 1903 e.V., abbreviato in SV Babelsberg, è una società calcistica tedesca del quartiere Babelsberg di Potsdam, città capitale del Brandeburgo appena fuori Berlino. Nella stagione 2015-2016 milita nella Regionalliga Nordost, uno dei gironi che compongono la quarta serie del calcio tedesco.
La società fu fondata nel 1948 come SG Karl-Marx Babelsberg e succedette al SpVgg Potsdam 03/SC Nowawes, la squadra locale esistente prima della Seconda guerra mondiale.

## Storia
Il Nowawes conquistò nel 1935 la sua prima promozione in Gauliga Berlin-Brandenburg, una delle sedici massime divisioni nate dalla riorganizzazione del calcio tedesco sotto il Terzo Reich. Il club retrocesse dopo tre stagioni finendo mai oltre l'ottavo posto su dieci squadre. La squadra ritornò in Gauliga nel 1943 con il nome di SpVgg Potsdam e finì al terzo e al quarto posto nei due ultimi campionati prima della fine della guerra. Nel 1949, la società si fuse con l'SG Drewitz e l'anno seguente la compagine assunse il nome di BSG Motor Babelsberg.
La squadra, per tutto il tempo in cui esistette la Germania Est, giocò in DDR-Liga, la seconda divisione del calcio tedesco-orientale. Con la riunificazione tedesca il club assunse il nome attuale e per i primi anni '90 militò tra la IV e la V divisione. Nel 1997-98 la squadra si guadagnò l'accesso in Regionalliga. Il budget della squadra tra il 1996 e il 1999 aumentò di dieci volte, e nel 2001-02 il club fu promosso in Zweite Bundesliga.
La permanenza in seconda serie fu assai breve, dato che il club terminò il campionato all'ultimo posto e retrocesse dopo solo un anno; nel 2003-04 inoltre, dopo essere retrocessa dopo solo un anno in Regionalliga, la squadra ritornò in NOFV-Oberliga (IV). Il club nel 2003 dichiarò bancarotta ma continuò a giocare grazie ad un piano di finanziamento supportato da creditori.
Alla fine della stagione 2006-07 la squadra si è classificata al primo posto in NOFV-Oberliga ed ha guadagnato l'accesso in Regionalliga. Vincendo il torneo di Regionalliga Nord 2009-2010, si è garantita l'accesso alla 3. Liga 2010-2011.

## Palmarès

### Competizioni nazionali
- Fußball-Regionalliga: 1

2009-2010 (Regionalliga Nord)
- NOFV-Oberliga: 2

1996-1997, 2006-2007
- Verbandsliga: 1

1995-1996